# Rivière Little Saskatchewan
La rivière Little Saskatchewan est une rivière de l'ouest du Manitoba prenant sa source dans le parc national du Mont-Riding, aux abords du lac Audy, et s'étendant sur environ 105 km vers le sud avant de border les villes de Minnedosa puis de Rapid City. D'une longueur approximative de 185 km, elle rejoint la rivière Assiniboine à environ 9,7 km à l'ouest de Brandon. Son bassin versant a une superficie de 3 625 kilomètres carrés et comprend de nombreux lacs et trois réservoirs artificiels, soit le lac Minnedosa, le réservoir Rapid City et le lac Wahtopanah.
En 1911, la Commission géographique du Canada désigne le cours d'eau en tant que « rivière Minnedosa », mais adopte de nouveau le nom original en 1978. Certains des premiers colons de la région sont arrivés lorsque la rivière était en crue et pensaient qu'il s'agissait de la rivière Saskatchewan.
Le débit quotidien moyen maximal près de Rivers est de 280 mètres cubes par seconde, tel que mesuré le 1er juillet 2020, soit environ 2,7 fois le précédent record de 1969. Le ruissellement annuel moyen est d'environ 142 000 mètres cubes, l'équivalent de 36 millimètres de l'ensemble de la zone, soit environ 7 % des précipitations annuelles totales.

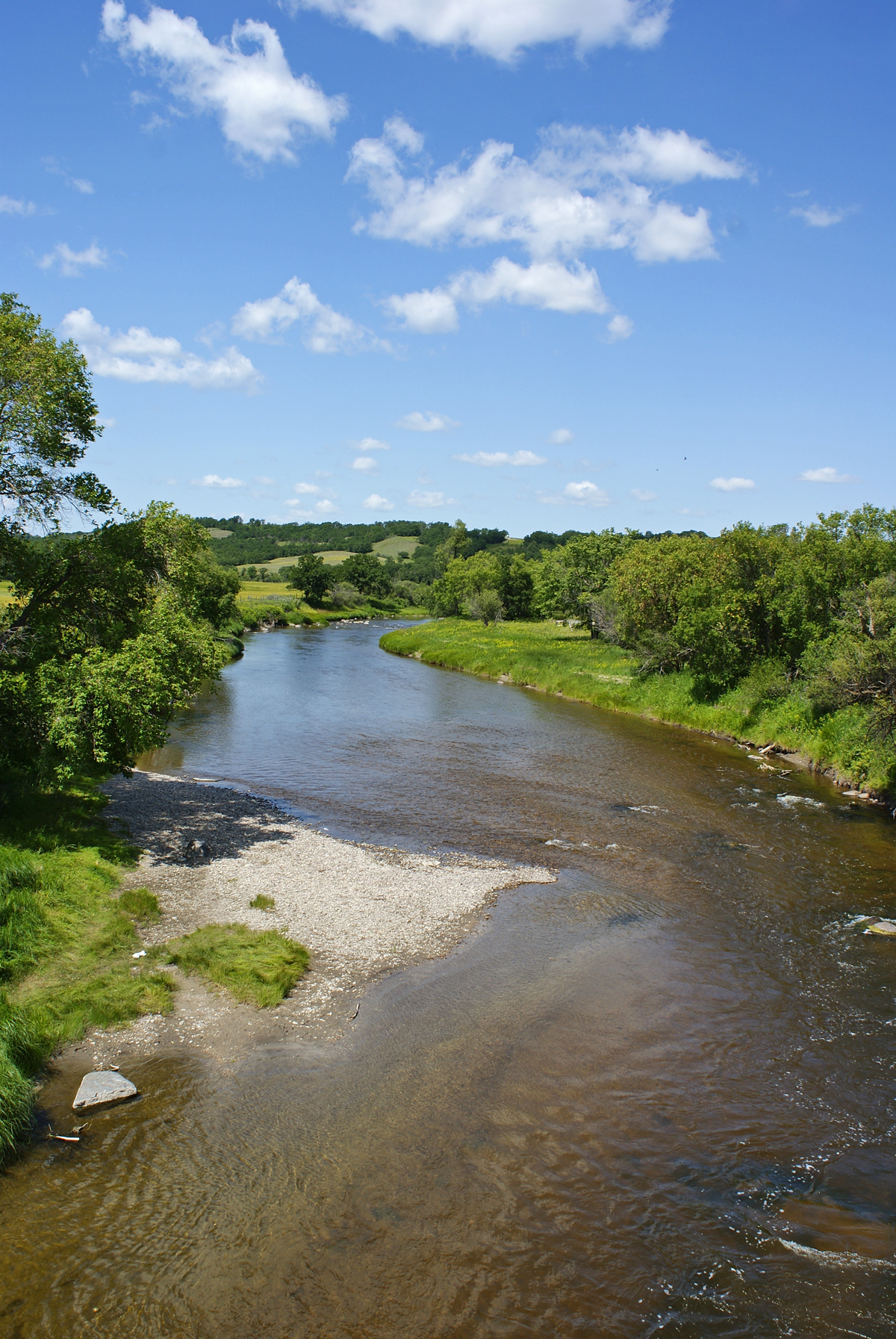
La rivière Little Saskatchewan près de sa confluence avec la rivière Assiniboine.